# コーニッシュレックス
コーニッシュレックス（Cornish Rex）は、猫の品種。
イギリス原産で、全身を覆う巻き毛が特徴。

## 歴史
1950年7月21日、イギリス・コーンウォールで5匹の子猫が生まれたが、そのうちの1匹は突然変異で全身がきつめの巻き毛で覆われていた。カリバンカー (Kallibunker, Kalli)と名付けられたこの猫は、飼主が獣医に相談し遺伝学者のA.C.ジュード (A C Jude)の助言を得て、母猫と交配されることとなり、このペアから直毛のメスが1匹と巻き毛のオス2匹が生まれた。オスのうち1匹は生後7カ月で死亡したが、残ったオス猫のポルドュー(Poldhu)はカリバンカーと共にその後もシャムやロシアンブルー、アメリカンショートヘアなどとの交配を繰り返し、種の礎を築いた。

## 特徴

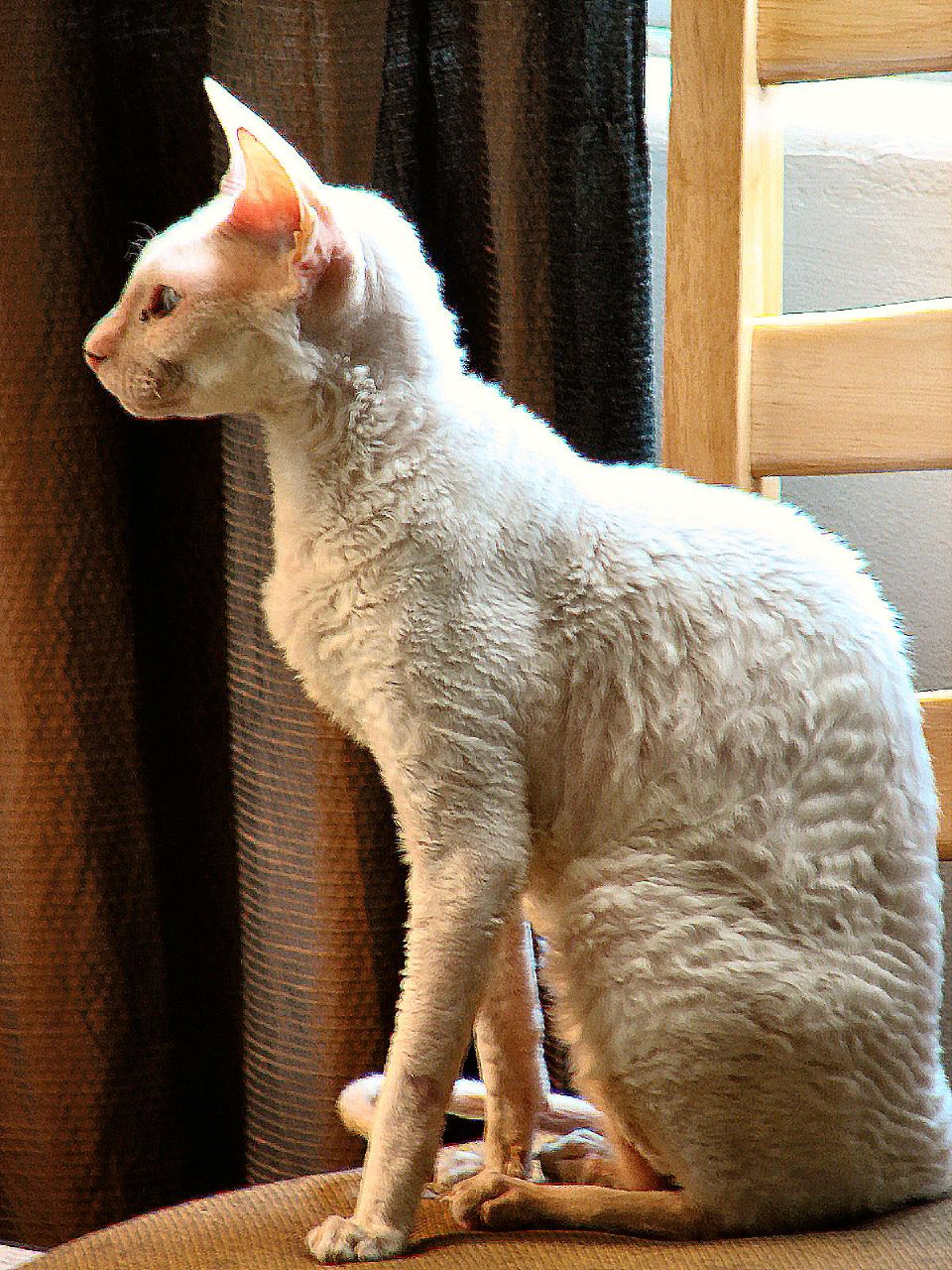
白毛のコーニッシュレックス

細身の身体と長い脚、大きめの耳や高い頬骨が特徴だが、一番の特徴は、オーバーコートが無くアンダーコートのみであるため、やわらかで絹のような手触りで、全身を覆う巻き毛である。
この巻き毛は劣性に遺伝する。